# Aleksandr Prudnikov
Aleksandr Aleksandrovič Prudnikov (in russo Александр Александрович Прудников?; Smolensk, 26 febbraio 1989) è un ex calciatore russo, di ruolo attaccante.

## Caratteristiche tecniche
Gioca come punta centrale.

## Palmarès

### Club

#### Competizioni nazionali
- Coppa d'Armenia: 1

Alashkert: 2018-2019